# Hochdeutsche Dialekte
| Deutsches Sprachgebiet (nach Peter Wiesinger und Werner König) mit den folgenden dialektalen Großgruppen: Niederdeutsche und friesische Dialektgruppen: Niederfränkisch 1. Niederrheinisch Friesisch 2. Saterländisch 3. Nordfriesisch Niederdeutsch (Niedersächsisch) 4. Westfälisch 5. Nordniedersächsisch 6. Ostfälisch 7. Mecklenburgisch-Vorpommersch 8. Brandenburgisch 9. Mittelpommersch Hochdeutsche Dialektgruppen: Mitteldeutsch 10. Ripuarisch 11. Luxemburgisch 12. Moselfränkisch 13. Rheinfränkisch 14. Zentralhessisch 15. Nordhessisch 16. Osthessisch 17. Thüringisch 18. Nordobersächsisch 19. Südmärkisch 20. Obersächsisch Oberdeutsch 21. Oberfränkisch 22. Nordbairisch 23. Zentralbairisch 24. Südbairisch 25. Schwäbisch 26. Niederalemannisch 27. Mittelalemannisch 28. Hochalemannisch 29. Höchstalemannisch |

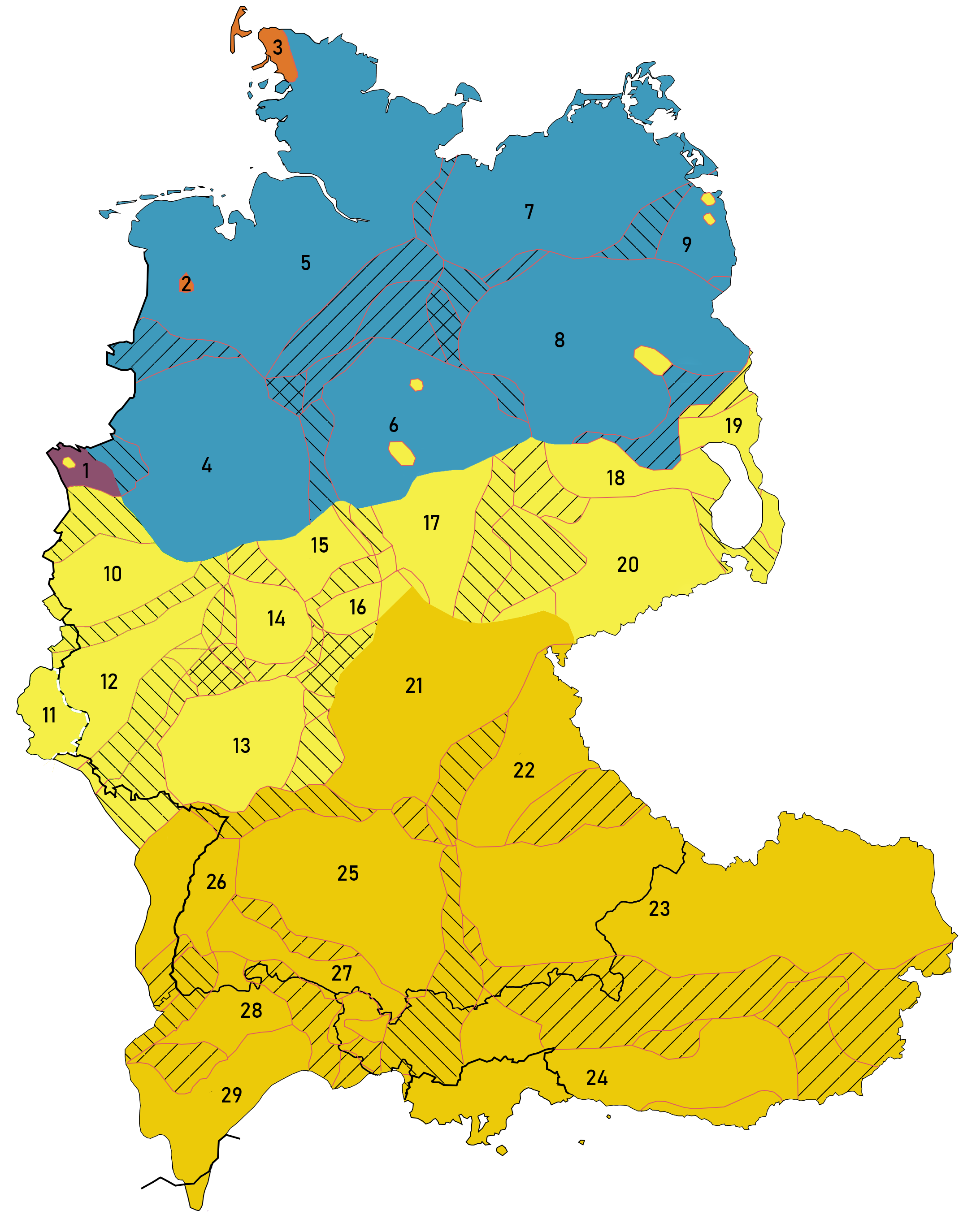

Die hochdeutschen Dialekte oder Mundarten werden südlich der Benrather Linie (vereinzelt wird auch die Uerdinger Linie zur Trennung genommen) gesprochen und zerfallen wiederum in mittel- und oberdeutsche Subdialekte. Sie umfassen regionale Sprachvarietäten der tendenziell höher gelegenen Gebiete des westgermanischen deutschen Sprachraumes und weisen als gemeinsames Charakteristikum die vollständig oder teilweise durchgeführte zweite oder (alt)hochdeutsche Lautverschiebung auf.
Die allgemein gebräuchliche Kurzbezeichnung „Hochdeutsch“ kann leicht missverstanden werden, da sie von manchen Sprechern gleichbedeutend mit dem „Standarddeutsch“ bzw. „Schriftdeutsch“ gebraucht wird. In diesem Artikel geht es um das Hochdeutsche als regionale Sprachvarietät in den höher gelegenen Gebieten des deutschen Sprachraums. Historisch betrachtet bildet es zusammen mit den nördlich von ihm befindlichen niederfränkischen und niederdeutschen Sprachvarietäten ein Dialektkontinuum, dessen Gebiet heute von den später entwickelten Standardsprachen Deutsch oder Niederländisch überdacht wird.

## Begriff
Zu den Sprachen, die aus hochdeutschen Mundarten entstanden sind, gehören das Standarddeutsche (meist einfach „Deutsch“, „Hochdeutsch“ oder „Schriftdeutsch“ genannt), das Jiddische und das Luxemburgische. Die heutige hochdeutsche Schriftsprache ist in den vergangenen 500 Jahren nach der Erfindung des Buchdrucks entstanden. Als Amts- und Schulsprache verdrängt sie seitdem zunehmend die gesprochenen deutschen Dialekte.
Hochdeutsche Dialekte werden in den mittleren und südlichen Gebieten des deutschen Sprachraums gesprochen, nämlich in Deutschland, Österreich, der Deutschschweiz, Liechtenstein, Luxemburg, im Elsass und in Lothringen (Frankreich), im Südteil von Ostbelgien und in Südtirol (Italien). Darüber hinaus gibt es oder gab es hochdeutsche Sprachinseln, beispielsweise in Norditalien auch außerhalb von Südtirol (Zimbern, Südwalser), Polen (Oberschlesien), Rumänien (Siebenbürger Sachsen, Banater Schwaben, Sathmarer Schwaben), Ungarn, Russland, den USA und Kanada (zum Beispiel Pennsylvania Dutch und Hutterisch) und in Brasilien (Riograndenser Hunsrückisch).
Das hoch in der Bezeichnung hochdeutsch bezieht sich auf die Mundarten in den höhergelegenen (bergigen) Regionen des mittleren und südlichen deutschen Sprachraums, entsprechend dem nieder in der Bezeichnung niederdeutsch, das sich auf die tiefer gelegenen, flachen Regionen im Norden des deutschen Dialektraums bezieht. Die Begriffe tauchen bei Übertragungen vom Hochdeutschen ins Niederländische im 15. Jahrhundert auf – hochdeutsch erstmals 1440: „Uut hoghen duutsche ghetransfereert / Ende in onser talen ghekeert“ und niederdeutsch erstmals 1457: „vanden hooghen duutsche int neder duutsche“.
Deutsch bedeutet etymologisch „zum Volk gehörig“, „volkstümlich“ und bezeichnete im Gegensatz zu anderen Nationalitätsadjektiven zuerst eine Sprache, hiervon leiteten sich später die Bezeichnungen für deren Sprecher und das von ihnen bewohnte Gebiet ab: Der lateinische Begriff theodiscus dafür tritt zuerst 786 auf, als der päpstliche Nuntius Georg von Ostia dem Papst Hadrian I. über zwei Synoden in England berichtete. Dabei wurden die Beschlüsse sowohl lateinisch als auch in der Volkssprache (latine und theodisce) verlesen, damit alle sie verstehen konnten; hierbei bezeichnet das Wort aber eine Variante des Altenglischen bzw. Angelsächsischen. 813 empfiehlt Karl der Große den Geistlichen, nicht nur lateinisch zu predigen, sondern auch in rusticam Romanam linguam aut Theodiscam. Diesem theodiscus der Gelehrtensprache entspräche ein westfränkisches Adjektiv *theodisk (zu got. þiuda, ahd. diot „Volk“).
Für die germanische Sprache gab es im Altfranzösischen bis zum 15. Jh. den Begriff tiedeis, tieis, tiois, im Flämischen dietsch (daher das englische Dutch heutzutage für die niederländische Sprache). Ende des 9. Jahrhunderts taucht im Lateinischen der Begriff teutonicus auf, der sich neben theodiscus stellt. Erhalten blieb es bis heute im italienischen tedesco (von theodiscus).

## Geschichte
Althochdeutsche Glossen aus dem 8. Jahrhundert gehören zu den frühesten Belegen hochdeutscher Sprache.
Um das Jahr 1200 gewann das auf schwäbischen Varietäten beruhende Mittelhochdeutsch als Dichtersprache überregionale Bedeutung bis in den norddeutschen Raum.
In der frühen Neuzeit entwickelte sich die moderne hochdeutsche Sprache auf Grundlage ostmitteldeutscher, ostfränkischer und bairischer Kanzleisprachen als überregionale Schriftsprache, die sich bis ins 17. Jahrhundert in Norddeutschland (bei Verdrängung des Niederdeutschen), bis ins 18. Jahrhundert im gesamten heutigen Sprachraum durchsetzte.
Die hochdeutschen Sprachepochen werden beispielsweise wie folgt unterteilt (für mehr siehe den Artikel Sprachstufe):
1. Althochdeutsch     (Ahd.)                750 bis 1050
2. Mittelhochdeutsch  (Mhd.)               1050 bis 1350
3. Frühneuhochdeutsch (Frnhd., Fnhd.)      1350 bis 1650
4. Neuhochdeutsch     (Nhd.)               1650 bis Gegenwart

Die Datierungen sind nur als Annäherungswerte zu verstehen. Zum einen ist mit dem Jahr 750 nur der vermutete Beginn althochdeutscher Sprache bezeichnet, da der bisherige Forschungsstand die ältesten bekannten schriftlichen Sprachquellen in der zweiten Hälfte des 8. Jahrhunderts lokalisiert, zum Beispiel das Abrogans-Glossar um das Jahr 770 herum. Zum andern sind die Übergänge zwischen den einzelnen Epochen fließend – Sprachwandel vollzieht sich auf vielen Ebenen und geht in den verschiedenen Sprachräumen auch nicht gleichzeitig vonstatten.

## Gliederung
Die verschiedenen Varietäten der hochdeutschen Sprachen sind stark gegliedert. Oft sind nur benachbarte Varietäten gegenseitig verständlich (Kontinuum), während sich Sprecher entfernterer Varietäten nicht in ihren eigenen Dialekten miteinander verständigen können, sondern sich einer sogenannten Dachsprache bedienen müssen.
Die hochdeutschen Varietäten sind von der hochdeutschen Lautverschiebung in sehr unterschiedlichem Ausmaß betroffen: Nur Bairische (z. B. Tirolerisch), höchst- und hochalemannische Dialekte haben die Lautverschiebung vollständig durchgeführt, die meisten hochdeutschen Varietäten jedoch nur teilweise. Insbesondere in Westmitteldeutschland ist die Auswirkung der hochdeutschen Lautverschiebung vielfach abgestuft, mit zunehmend größerem Einfluss gegen Süden (Rheinischer Fächer). Der Grund hierfür ist das deutsche Dialektkontinuum, in dem sich die Mundarten kontinuierlich ein wenig von Ort zu Ort ändern, ohne dass eine Veränderung auf den ersten Blick zu erkennen wäre. Erst mit zunehmender Entfernung lassen sich Unterschiede ausmachen. So gibt es auch keine allgemein anerkannte Dialektgrenze zwischen hoch- und niederdeutschen Mundarten.
- mitteldeutsche Dialekte
  - westmitteldeutsche Dialekte
    - Mittelfränkisch (Ripuarisch, Moselfränkisch, Luxemburgisch)
    - Rheinfränkisch (Pfälzisch, Hessisch, Lothringisch)

  - ostmitteldeutsche Dialekte (Kolonialdialekte)
    - thüringisch-obersächsische Dialektgruppe
    - südmärkischer Dialekt (Mischform mit Ostniederdeutsch)
    - Schlesisch (fast nur noch Diaspora)
    - Hochpreußisch (fast nur noch Diaspora)
- oberdeutsche Dialekte
  - alemannische Dialekte im weiteren Sinne
    - schwäbische Dialekte
    - alemannische Dialekte im engeren Sinne
      - Niederalemannisch im südwestlichen Baden-Württemberg, in weiten Teilen des Allgäus, im Elsass und in Basel
        - Elsässisch

      - Mittelalemannisch nördlich des Bodensees sowie in weiten Teilen des Allgäus und Vorarlbergs
      - Hochalemannisch im Schweizer Mittelland, in Südbaden, in Teilen Vorarlbergs und Liechtensteins sowie im Sundgau
      - Höchstalemannisch in der Urschweiz, im Sensegebiet, im Berner Oberland und im Oberwallis

  - bairische Dialekte
    - Südbairisch
    - Mittelbairisch
    - Nordbairisch

  - ostfränkische Dialekte, umgangssprachlich Fränkisch
  - südfränkische Dialekte